# Hallisalgar, Aland
Hallisalgar là một làng thuộc tehsil Aland, huyện Gulbarga, bang Karnataka, Ấn Độ.